# Catedral do Espírito Santo (Minsk)
A Catedral do Espírito Santo é uma catedral localizada em Minsk, capital da Bielorrússia, sendo o principal templo da Igreja Ortodoxa Russa no país.

## História
A história da Catedral se inicia entre 1633 e 1642, quando o prédio foi construído, servindo como um convento católico. Em 1741, o prédio foi destruído por um incêndio, que causou a reconstrução do mosteiro.
Em 1852, o mosteiro foi extinto e transferido para Shults. Desde 1860, a Igreja tornou-se uma antiga igreja ortodoxa. O edifício foi reconstruído várias vezes. Na parte nordeste ao templo adjacente, foi construído um edifício de dois andares em forma de U.
Em 1869, a pedido do Arcebispo de Minsk e Bobruisk, Alexander Dobrynin, o Tesouro Nacional atribuiu os fundos necessários para trazer a igreja e o edifício adjacente na ordem correta para abrir um mosteiro ortodoxo. Foi atribuído um montante de 13 mil rublos, metade dos quais é usado para a reparação do templo e no dispositivo que novo iconostasis. Foram construídas uma biblioteca e uma sacristia. Em maio de 1870, foi levantado o Sínodo, baseado no Mosteiro do Espírito Santo, em Minsk.

### Nos tempos soviéticos
A catedral foi fechada nos primeiros anos do poder soviético. Os religiosos retomaram as atividades na catedral apenas após a ocupação alemã na Bielorrússia. Além desta, outras catedrais ortodoxas também foram fechadas em Minsk, por autoridades soviéticas, entre estas, a Catedral Peter and Paul, que também começou a agir novamente nos anos de ocupação alemã. Com isso, a catedral Santo Duhovskiy se tornou a catedral da diocese de Minsk.

### Pós-1990
Atualmente, a Catedral do Espírito Santo é a principal catedral de Minsk. Possui uma série de grandes ícones da Escola Académica de Moscou. Abriga a relíquia mais preciosa - o ícone milagroso da Mãe de Deus.